# Glen Mills (Leichtathletiktrainer)
Glen Mills OJ (* 14. August 1949) ist ein jamaikanischer Leichtathletiktrainer. Er war der Trainer von Usain Bolt und damit einer der erfolgreichsten Sprinttrainer aus Jamaika.

## Leben
Mills war Sprinter an der ‘’Camperdown High School’’ seit seinem 13. Lebensjahr. Da er nicht zu den Besten gehörte, übernahm er schnell Aufgaben als Trainergehilfe und wurde nach Abschluss der High School bezahlter Trainer. Er war sehr erfolgreich und trainierte u. a. den Olympiazweiten Raymond Stewart. Mit Beginn der 1970er Jahre hatte Mills mehrere Sprinter in der Juniorennationalmannschaft Jamaicas, wodurch er vom Verband als Nachwuchstrainer für die Junioren angestellt wurde. Er besuchte darüber hinaus Fortbildungskurse mit Diplom des Trainingszentrums des International Olympic Committee in Mexiko, im IAAF-Training-Centre in Puerto Rico und lernte zusätzlich beim besten Sprintertrainer der Zeit bei Bud Winter. Zu seinen Schützlingen zählten Yohan Blake, Aleen Bailey, Xavier Brown, Leroy Reid und Kim Collins. sowie der Engländer Dwain Chambers nach dessen Dopingsperre. Er war von 1987 bis 2009 Nationaltrainer Jamaikas.

## Das Training von Bolt
Kurz nach den Olympischen Sommerspielen 2004 in Athen wandte sich Usain Bolt an ihn und er führte ihn zu internationalen Erfolgen, indem er im Wesentlichen das Training Bud Winters für Tommie Smith auf seinen Bedarf anwandte, d. h. große lockere Schritte mit hohem Knie-Einsatz, um mit weniger Schritten als die Konkurrenz auszukommen. Bolt trainiert, viel und intensiv. Da die Muskelkontraktions- und die Nervenleitgeschwindigkeit bei Topsprintern ausgereizt sind, ist nur durch die Schaltung im Gehirn eine Leistungssteigerung möglich. Durch größere Schritte benötigt Bolt weniger Schritte, durch die vollständige Symmetrie der Beine ist die erforderliche Schaltgeschwindigkeit im Gehirn ohnehin optimal.
Mills trat 2009 als Nationaltrainer zurück, nachdem er seine Sportler zu 71 Medaillen bei Weltmeisterschaften und 33 bei Olympischen Spielen in 22 Jahren geführt hatte und arbeitete fortan für den Racers Track Club. 2012 hielt er sein Trainingsprogramm für das beste der Welt im Sprint.
Im Juni 2009 wurden fünf Jamaikaner des Doping überführt, davon gehörten mindestens zwei zum Racers Track Club und wurden von Mills trainiert. Dies waren Yohan Blake, Marvin Anderson, Allodin Fothergill, Lansford Spence und Sheri-Ann Brooks. Sie hatten die Stimulanzien Methylhexanamin, was wie Tuaminoheptan wirkt, eingenommen und wurden für drei Monate gesperrt.

## Ehrungen
- 2008 Trainer des Jahres für Nord- und Mittelamerika NACAC Coach of the Year 2008[11]
- 2008 Commander of the Order of Distinction
- 2014 Order of Jamaica[12]